# Natalia Avdéyeva
Natalia Avdéyeva (en ruso: Наталья Авдеева; 6 de septiembre de 1988) es una deportista rusa que compitió en tiro con arco, en la modalidad de arco compuesto.
Ganó una medalla en el Campeonato Mundial de Tiro con Arco al Aire Libre de 2019 y cuatro medallas en el Campeonato Mundial de Tiro con Arco en Sala entre los años 2012 y 2018.
Además, obtuvo una medalla en el Campeonato Europeo de Tiro con Arco al Aire Libre de 2014 y siete medallas en el Campeonato Europeo de Tiro con Arco en Sala entre los años 2010 y 2019. En los Juegos Europeos de Minsk 2019 consiguió dos medallas.

## Palmarés internacional
| Campeonato Mundial al Aire Libre | Campeonato Mundial al Aire Libre | Campeonato Mundial al Aire Libre | Campeonato Mundial al Aire Libre |
| Año                              | Lugar                            | Medalla                          | Prueba                           |
| -------------------------------- | -------------------------------- | -------------------------------- | -------------------------------- |
| 2019                             | 's-Hertogenbosch (Países Bajos)  | Medalla de oro                   | Individual                       |
| Campeonato Mundial en Sala       |                                  |                                  |                                  |
| Año                              | Lugar                            | Medalla                          | Prueba                           |
| 2012                             | Las Vegas (Estados Unidos)       | Medalla de plata                 | Equipo                           |
| 2016                             | Ankara (Turquía)                 | Medalla de plata                 | Equipo                           |
| 2018                             | Yankton (Estados Unidos)         | Medalla de oro                   | Individual                       |
| 2018                             | Yankton (Estados Unidos)         | Medalla de plata                 | Equipo                           |
| Juegos Europeos                  |                                  |                                  |                                  |
| Año                              | Lugar                            | Medalla                          | Prueba                           |
| 2019                             | Minsk (Bielorrusia)              | Medalla de oro                   | Equipo mixto                     |
| 2019                             | Minsk (Bielorrusia)              | Medalla de plata                 | Individual                       |
| Campeonato Europeo al Aire Libre |                                  |                                  |                                  |
| Año                              | Lugar                            | Medalla                          | Prueba                           |
| 2014                             | Echmiadzin (Armenia)             | Medalla de oro                   | Equipo                           |
| Campeonato Europeo en Sala       |                                  |                                  |                                  |
| Año                              | Lugar                            | Medalla                          | Prueba                           |
| 2010                             | Poreč (Croacia)                  | Medalla de bronce                | Equipo                           |
| 2011                             | Cambrils (España)                | Medalla de oro                   | Equipo                           |
| 2015                             | Koper (Eslovenia)                | Medalla de oro                   | Equipo                           |
| 2015                             | Koper (Eslovenia)                | Medalla de plata                 | Individual                       |
| 2017                             | Vittel (Francia)                 | Medalla de bronce                | Equipo                           |
| 2019                             | Samsun (Turquía)                 | Medalla de oro                   | Equipo                           |
| 2019                             | Samsun (Turquía)                 | Medalla de bronce                | Individual                       |